# Arabat erőd
Az Arabat erőd (ukránul: Арабатська фортеця; oroszul: Арабатська фортеця; az egyetlen tatár-török építésű erőddítmény az Azovi-tenger partján, amely a vitatott hovatartozású Krím félszigeten található. Neve az arab rabat szóból származik, jelentése nagyjából megerősített hely. A Perekop és a Jenikale erőddel együtt alkották azt a védelmi vonalat, amely a Krímet az északi és keleti ellenséges támadásoktól védte.

## Jellemzői
Az erődöt Ak-Monaj (Ак-Монай) falutól két kilométerre északnyugatra építették, a mai Kamjanszke (Кам'янське) faluban a Leninei rajon területén, az Arabat-turzás elején, a Szivas-tó és Arabat-öböl között. Az erőd szabálytalan sokszög alaprajzú volt, hatalmas, három méter vastagságú falakkal, két kapuval (egy főkapu és a tengeri kapu), öt bástyával és árokkal, amely körülvette a komplexumot, és valószínűleg összekötő csatornán keresztül tengervízzel töltötték fel.

## Története
Pjotr Ivanovics Kjoppen leírása szerint Arabat már a törökök érkezése és a Krími Tatár Kánság előtt is létezett. Az erődöt 1651-ben említik először Guillaume le Vasseur de Beauplan francia térképész Ukrajna leírása című könyvében. Evlija Cselebi török világutazó és író 1656-ban útikönyvének ötödik kötetében azt írta, hogy az erődnek védenie kell a vidéket a kozákok és kalmükök ellen, és az épületegyüttest úgy jellemezte, hogy: „hatalmas toronnyal rendelkező épület, amely szilárdan megépített... gyönyörű és csodálatos fegyvertárral, lőrésekkel, és deszkákkal borított boltozatos tetős toronnyal” rendelkezik.
1668-ban a kozákok rohammal elfoglalták az arabati erődöt és megöltek mindenkit, akit ott találtak. A kozákok 1737-ben még egyszer elfoglalták, 1771-ben az orosz–török háború során pedig az építmény már nem volt képes ellenállni az orosz hadsereg támadásának, és Csitalov vezetésével elfoglalták, ezzel megnyílt az út a szárazföld belseje felé. A Krím Oroszország általi annektálása után egy kis helyőrség állomásozott az erődítményben, de a falak és az épületek elavultak és elhagyatottak lettek. A krími háború alatt 1853 és 1856 között az erődöt két zászlóalj és 17 ágyú idevezénylésével modernizálták és megerősítették. Ezzel megakadályozták az ellenséges csapatok partra szállását az Arabat-turzáson, és akadályozták az ellenséges hajók hajóforgalmát is. Az 1856-os béke után Arabatot megfosztották városi ragjától, erődje pedig jelentőségét vesztette.
A krími háború végén a helyőrséget visszavonták, és az elhagyatott, lefegyverzett eépületegyüttes fokozatosan kőbányává vált a közeli falu lakói számára. De a rozoga falak nem egyszer (1920-ban és 1941-1944-ben) a fehér, vörös és náci támadók ellen megbízható védelemként szolgáltak. Érdekesség, hogy itt filmezték a szovjet időkben széles körben ismert Együtt szolgált két bajtárs című film egyes jeleneteit. Jevgenyij Karelov rendező filmszerűbbnek találta az arabati erődöt, mint a perekopi erődítményt, ahol valójában 1920 késő őszének hősi és tragikus eseményei történtek.

## Galéria

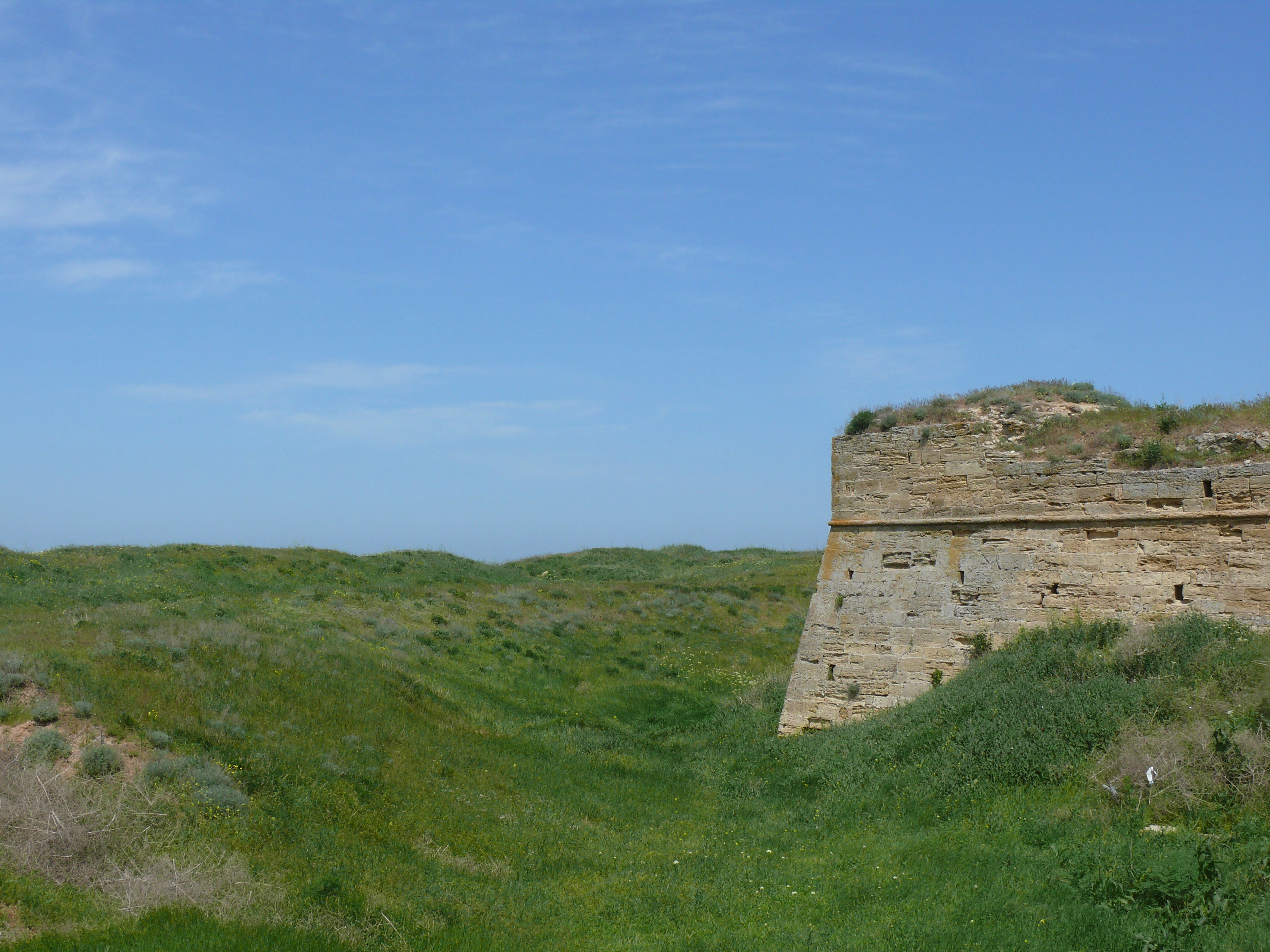
A turzás felé nőző egyik bástya
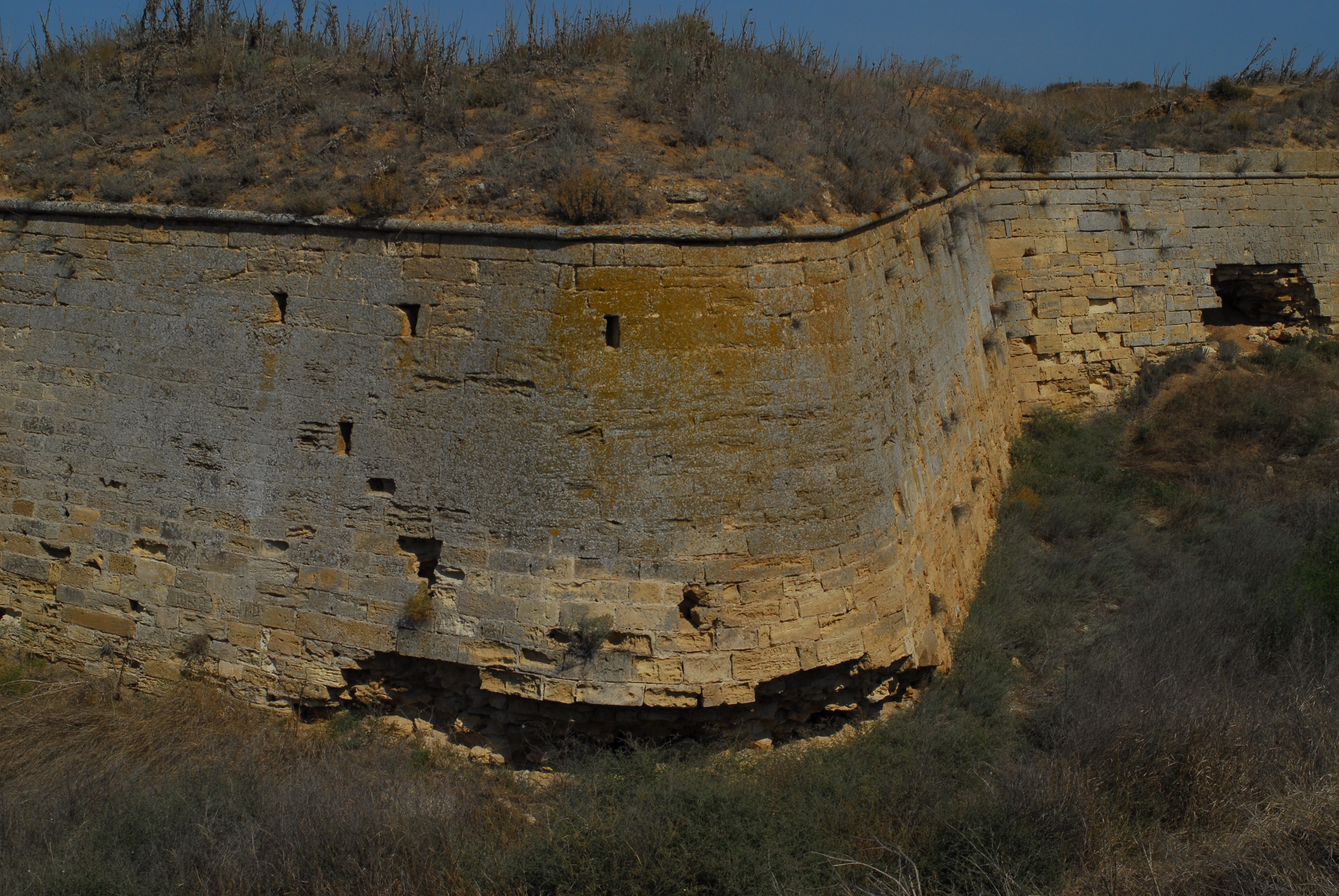
Részben elhordott falak
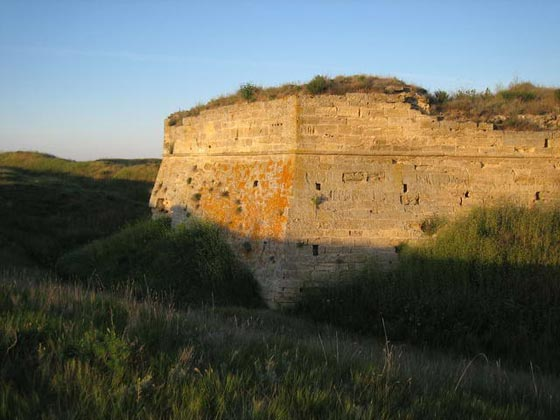
Viszonylag ép árok és fal
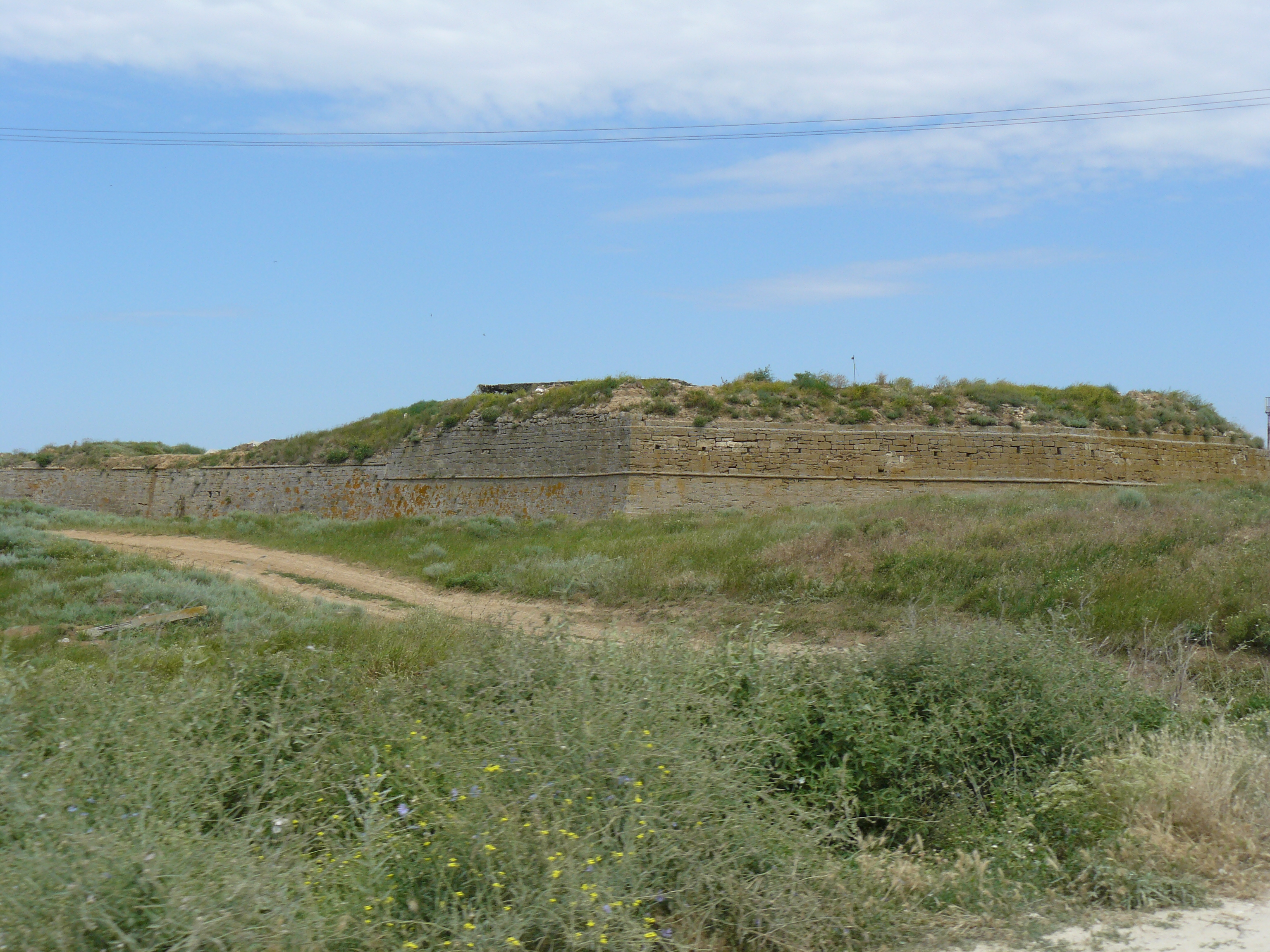
Az erőd a távolból

## Fordítás
- Ez a szócikk részben vagy egészben  a   Festung Arabat című német Wikipédia-szócikk ezen változatának fordításán alapul.  Az eredeti cikk szerkesztőit annak laptörténete sorolja fel. Ez a jelzés csupán a megfogalmazás eredetét és a szerzői jogokat jelzi, nem szolgál a cikkben szereplő információk forrásmegjelöléseként.